# 제92회 아카데미상
제92회 아카데미상은 2019년 영화를 대상으로 시상된다. 영화예술과학 아카데미가 주관하여 2020년 2월 9일 미국 캘리포니아주 로스앤젤레스 할리우드의 돌비 극장에서 진행되었다. 본래 아카데미상은 2월 말에 시상식이 치러졌으나 이번 해는 시기를 좀 더 앞당겨 시상하게 되었다.
총 24개 부문을 대상으로 시상했다. 시상식은 ABC 채널을 통해 미국 전역에 생중계되었으며, 리넷 하월 테일러와 스테퍼니 얼레인이 프로듀서를 맡았다. 예년과 마찬가지로 진행자 없이 치러졌다.
대한민국에서는 TV조선 채널을 통해 시상식이 독점 생중계되었다. 진행자는 이동진 영화 평론가와 안현모 통역사였다. 특히 영화 《기생충》이 한국 영화 최초로 6개 부문 후보에 오르면서 큰 주목을 받은 가운데, 작품상, 감독상, 각본상, 국제영화상 4부문에서 수상하며 시상식 최다 수상작품이 되었다. 또한, 《기생충》은 아카데미 사상 작품상을 수상한 최초의 비영어작품으로 기록되었다.

## 일정
제92회 아카데미상의 일정은 다음과 같다 (미 현지시 기준). 2018년 아카데미 위원회 측이 본 시상식의 개최시기를 2월 초로 앞당기기로 결정하면서, 전체 일정도 앞당겨지게 되었다.
- 2020년 1월 2일 ~ 1월 7일: 후보 선정투표 기간
- 2020년 1월 13일: 후보 발표
- 2020년 1월 27일: 후보 대상 오찬식
- 2020년 1월 30일 ~ 2월 4일: 최종 선정투표 기간
- 2020년 2월 9일: 제92회 아카데미상 시상식

## 수상 및 후보
후보자는 1월 13일 발표되었으며, 발표자는 배우 존 조와 배우 이사 레이였다.
수상자와 수상작은 상단에 굵은 글씨로 표기되었다.
| 작품상 | 감독상 |
| --- | --- |
| - 《기생충》 - 곽신애, 봉준호 - 《포드 V 페라리》 - 피터 처닌, 제노 토핑, 제임스 맨골드 - 《아이리시맨》 - 로버트 드니로, 제인 로즌솔, 마틴 스코세이지, 에마 틸린저 코스코프 - 《조조 래빗》 - 카슈 닐, 타이카 와이티티, 첼시 윈스탠리 - 《조커》 - 브래들리 쿠퍼, 토드 필립스, 에마 틸린저 코스코프 - 《작은 아씨들》 - 에이미 파스칼 - 《결혼 이야기》 - 노아 바움백, 데이비드 헤이먼 - 《1917》 - 피파 해리스, 캘럼 맥두걸, 샘 멘데스, 제인앤 텡그런 - 《원스 어폰 어 타임 인 할리우드》 - 데이비드 헤이먼, 섀넌 매킨토시, 쿠엔틴 타란티노 | - 봉준호 - 《기생충》 - 마틴 스코세이지 - 《아이리시맨》 - 토드 필립스 - 《조커》 - 샘 멘데스 - 《1917》 - 쿠엔틴 타란티노 - 《원스 어폰 어 타임 인 할리우드》 |
| 남우주연상 | 여우주연상 |
| - 호아킨 피닉스 - 《조커》의 조커 역 - 안토니오 반데라스 - 《페인 앤 글로리》의 살바도르 마요 역 - 레오나르도 디카프리오 - 《원스 어폰 어 타임 인 할리우드》의 릭 돌턴 역 - 애덤 드라이버 - 《결혼 이야기》의 찰리 바버 역 - 조너선 프라이스 - 《두 교황》의 프란치스코 교황 역 | - 러네이 젤위거 - 《주디》의 주디 갈런드 역 - 신시아 어리보 - 《해리엇》의 해리엇 터브먼 역 - 스칼렛 요한슨 - 《결혼 이야기》의 니콜 바버 역 - 세어셔 로넌 - 《작은 아씨들》의 조 마치 역 - 샤를리즈 테론 - 《밤쉘: 세상을 바꾼 폭탄선언》의 메긴 켈리 역 |
| 남우조연상 | 여우조연상 |
| - 브래드 피트 - 《원스 어폰 어 타임 인 할리우드》의 클리프 부스 역 - 톰 행크스 - 《어 뷰티풀 데이 인 더 네이버후드》의 프레드 로저스 역 - 앤서니 홉킨스 - 《두 교황》의 베네딕토 16세 역 - 알 파치노 - 《아이리시맨》의 지미 호파 역 - 조 페시 - 《아이리시맨》의 러셀 버팔리노 역 | - 로라 던 - 《결혼 이야기》의 노라 팬쇼 역 - 캐시 베이츠 - 《리차드 쥬얼》의 바버라 주얼 역 - 스칼렛 요한슨 - 《조조 래빗》의 로지 베츨러 역 - 플로렌스 퓨 - 《작은 아씨들》의 에이미 마치 역 - 마고 로비 - 《밤쉘: 세상을 바꾼 폭탄선언》의 케일라 포스피실 역 |
| 각본상 | 각색상 |
| - 봉준호, 한진원 - 《기생충》 - 라이언 존슨 - 《나이브스 아웃》 - 노아 바움백 - 《결혼 이야기》 - 샘 멘데스, 크리스티 윌슨케언스 - 《1917》 - 쿠엔틴 타란티노 - 《원스 어폰 어 타임 인 할리우드》 | - 타이카 와이티티 - 《조조 래빗》 - 스티븐 제일리언 - 《아이리시맨》 - 토드 필립스, 스콧 실버 - 《조커》 - 그레타 거윅 - 《작은 아씨들》 - 앤서니 매카튼 - 《두 교황》 |
| 장편 애니메이션 작품상 | 국제영화상 |
| - 《토이 스토리 4》 - 조시 쿨리, 조나스 리베라, 마크 닐슨 - 《드래곤 길들이기 3》 - 딘 드블루아, 보니 아널드, 브래드 루이스 - 《내 몸이 사라졌다》 - 제레미 클라팽, 마르크 뒤퐁타비스 - 《클라우스》 - 세르히오 파블로스, 진코 고토, 마리사 로만 - 《잃어버린 세계를 찾아서》 - 크리스 버틀러, 아리안 서트너, 트래비스 나이트 | - 《기생충》(대한민국) - 감독 봉준호 - 《문신을 한 신부님》(폴란드) - 감독 얀 코마사 - 《허니랜드》(북마케도니아) - 감독 타마라 코테프스카, 류보미르 스테파노프 - 《레 미제라블》(프랑스) - 감독 라지 리 - 《페인 앤 글로리》(스페인) - 감독 페드로 알모도바르 |
| 장편 다큐멘터리 영화상 | 단편 다큐멘터리 영화상 |
| - 《아메리칸 팩토리》 - 스티븐 보그나, 줄리아 라이커트, 제프 라이커트 - 《더 케이브》 - 페라스 파이야드, 커스틴 바포드, 시그리드 뒤에셰르 - 《위기의 민주주의: 룰라에서 탄핵까지》 - 페트라 코스타, 조애나 나타제가라, 셰인 보리스, 치아구 파방 - 《사마에게》 - 와드 알카팁, 에드워드 와츠 - 《허니랜드》 - 류보미르 스테파노프, 타마라 코테프스카, 아타나스 게오르기에프 | - 〈전쟁터에서 스케이트보드 배우기〉 - 캐럴 다이싱어, 엘레나 안드레이체바 - 〈부재의 기억〉 - 이승준, 감병석 - 〈체념 증후군의 기록〉 - 존 합타스, 크리스틴 새뮤얼슨 - 〈세인트루이스 슈퍼맨〉 - 스므리티 문드라, 사미 칸 - 〈워크 런 차차〉 - 로라 닉스, 콜레트 산스테트 |
| 단편 영화상 | 단편 애니메이션 작품상 |
| - 〈더 네이버스 윈도우〉 - 마셜 커리 - 〈브라더후드〉 - 메리암 조뵈르, 마리아 가르시아 투르헤온 - 〈네프타 풋볼 클럽〉 - 이브 피아트, 다미앵 메게르비 - 〈사리아〉 - 브라이언 버클리, 맷 르페브르 - 〈언니〉 - 델핀 지라르 | - 〈헤어 러브〉 - 매슈 A. 체리, 캐런 루퍼트 톨리버 - 〈아빠와 딸〉 - 다리아 카시체예바 - 〈킷불〉 - 로재나 설리번, 캐스린 헨드릭슨 - 〈메모러블〉 - 브뤼노 콜레트, 장프랑수아 르코르 - 〈시스터〉 - 쑹쓰치 |
| 음악상 | 주제가상 |
| - 《조커》 - 힐뒤르 그뷔드나도티르 - 《작은 아씨들》 - 알렉상드르 데스플라 - 《결혼 이야기》 - 랜디 뉴먼 - 《1917》 - 토머스 뉴먼 - 《스타워즈: 라이즈 오브 스카이워커》 - 존 윌리엄스 | - "(I'm Gonna) Love Me Again" (엘튼 존, 버니 토핀) - 《로켓맨》 - "I Can't Let You Throw Yourself Away" (랜디 뉴먼) - 《토이 스토리 4》 - "I'm Standing With You" (다이앤 워런) - 《브레이크스루》 - "Into the Unknown" (크리스틴 앤더슨로페즈, 로버트 로페즈) - 《겨울왕국 2》 - "Stand Up" (조슈아 브라이언 캠벨, 신시아 어리보) - 《해리엇》                                    |
| 음향편집상 | 음향효과상 |
| - 《포드 V 페라리》 - 도널드 실베스터 - 《조커》 - 앨런 로버트 머리 - 《1917》 - 올리버 타니, 레이철 테이트 - 《원스 어폰 어 타임 인 할리우드》 - 와일리 스테이트먼 - 《스타워즈: 라이즈 오브 스카이워커》 - 매슈 우드, 데이비드 에이코드 | - 《1917》 - 마크 테일러, 스튜어트 윌슨 - 《애드 아스트라》 - 게리 라이드스트럼, 톰 존슨, 마크 울라노 - 《포드 V 페라리》 - 폴 매시, 데이비드 잠마르코, 스티븐 A. 모로 - 《조커》 - 톰 오재닉, 딘 주팬치치, 토드 메이틀런드 - 《원스 어폰 어 타임 인 할리우드》 - 마이클 밍클러, 크리스천 P. 밍클러, 마크 울라노                                                                   |
| 미술상 | 촬영상 |
| - 《원스 어폰 어 타임 인 할리우드》 - 낸시 헤이그 - 《아이리시맨》 - 밥 쇼, 레지나 그레이브스 - 《조조 래빗》 - 라 빈센트, 노라 솝코바 - 《1917》 - 데니스 그래스너, 리 샌데일스 - 《기생충》 - 이하준, 조원우 | - 《1917》 - 로저 디킨스 - 《아이리시맨》 - 로드리고 프리에토 - 《조커》 - 로런스 셰어 - 《라이트하우스》 - 야린 블라슈케 - 《원스 어폰 어 타임 인 할리우드》 - 로버트 리처드슨 |
| 분장상 | 의상상 |
| - 《밤쉘: 세상을 바꾼 폭탄선언》 - 카즈 히로, 앤 모건, 비비언 베이커 - 《조커》 - 니키 리더먼, 케이 조지우 - 《주디》 - 제러미 우드헤드 - 《말레피센트 2》 - 폴 구치, 아리언 타위턴, 데이비드 화이트 - 《1917》 - 나오미 돈, 트리스턴 버슬루이스, 리베카 콜 | - 《작은 아씨들》 - 재클린 더런 - 《아이리시맨》 - 샌디 파월 - 《조조 래빗》 - 마예스 C. 루베오 - 《조커》 - 마크 브리지스 - 《원스 어폰 어 타임 인 할리우드》 - 아리안 필립 |
| 편집상 | 시각효과상 |
| - 《포드 V 페라리》 - 앤드루 버클런드, 마이클 매커스커 - 《아이리시맨》 - 셀마 스쿤메이커 - 《조조 래빗》 - 톰 이글스 - 《조커》 - 제프 그로스 - 《기생충》 - 양진모 | - 《1917》 - 기욤 로슈롱, 그레그 버틀러, 도미닉 투이 - 《어벤져스: 엔드게임》 - 댄 덜루, 맷 에이킨, 러셀 얼, 댄 수딕 - 《아이리시맨》 - 파블로 헬만, 레안드로 에스테베코레나, 스테판 그라블리, 넬슨 세풀베다 - 《라이온 킹》 - 로버트 레가토, 아담 발데스, 앤드루 R. 존스, 엘리엇 뉴먼 - 《스타워즈: 라이즈 오브 스카이워커》 - 로저 가이엣, 닐 스캔런, 패트릭 튜바크, 도미닉 투이 |

## 공연자 명단

### 시상자
- 스티브 마틴, 크리스 록 - 오프닝 토크, 남우조연상 발표자 호명
- 레지나 킹 - 남우조연상 수상자 발표
- 비니 펠드스틴 - 케일링 호명
- 민디 케일링 - 장·단편 애니메이션 작품상 수상자 발표
- 조시 개드 - 주제가상 후보곡 "Into the Unknown" 공연 소개
- 켈리 마리 트랜 - 키턴, 리브스 호명
- 다이앤 키턴, 키아누 리브스 - 각본상 수상자 발표
- 나탈리 포트먼, 티모시 샬라메 - 각색상 수상자 발표
- 샤이아 러버프, 잭 곳세이건 - 단편 영화상 수상자 발표
- 마야 루돌프, 크리스틴 위그 - 미술상과 의상상 수상자 발표
- 마크 러펄로 - 장·단편 다큐멘터리 작품상 수상자 발표
- 마허샬라 알리 - 여우조연상 수상자 발표
- 앤서니 라모스 - 미란다 호명
- 린마누엘 미란다 - 에미넴의 공연 소개
- 살마 아예크, 오스카 아이작 - 음향편집·믹싱상 수상자 발표
- 웃카시 앰부드카 - 페럴, 루이드라이퍼스 호명
- 윌 페럴, 줄리아 루이드라이퍼스 - 촬영상, 편집상 수상자 발표
- 데이비드 루빈 - 행크스 호명
- 톰 행크스 - 아카데미 영화 박물관 소개
- 자지 비츠 - 주제가상 후보곡 "Stand Up" 공연 소개
- 제임스 코든, 레벨 윌슨 - 시각효과상 수상자 발표
- 샌드라 오, 레이 로마노 - 분장상 수상자 발표
- 페넬로페 크루스 - 국제영화상 수상자 발표
- 타이카 와이티티 - 가돗, 라슨, 위버 호명
- 갈 가돗, 브리 라슨, 시거니 위버 - 음악상, 주제가상 수상자 발표
- 스파이크 리 - 감독상 수상자 발표
- 스티븐 스필버그 - 빌리 아일리시의 추모 공연 소개
- 조지 매케이 - 콜먼 호명
- 올리비아 콜먼 - 남우주연상 수상자 발표
- 라미 말렉 - 여우주연상 수상자 발표
- 제인 폰다 - 작품상 수상자 발표

### 공연 목록
| 곡명                                                                                 | 가수 |
| ------------------------------------------------------------------------------------ | --- |
| "Won't You Be My Neighbor?" "Come Alive (The War of the Roses)" "I'm Still Standing" | 저넬 모네이, 빌리 포터 |
| "Into the Unknown" (《겨울왕국 2》 OST)                                              | 이디나 멘젤(영어) 오로라(후렴구) 마리아 루이사 헤이베르그 로센베르그(덴마크어) 빌레메인 페르카이크(네덜란드어) 마쓰 다카코(일본어) 카르멘 가르시아 사엔스(카스티야 스페인어) 리사 스토케(노르웨이어) 카시아 와스카(폴란드어) 안나 부투를리나(러시아어) 히셀라(라틴 스페인어) 위짜니 피아끌린(태국어) |
| "I'm Standing with You" (《브레이크스루》 OST)                                       | 크리시 메츠 |
| "Lose Yourself" (《8마일》 OST)                                                      | 에미넴 |
| "I Can't Let You Throw Yourself Away" (《토이 스토리 4》 OST)                        | 랜디 뉴먼 |
| "Oscars Recap Rap"                                                                   | 웃카시 앰부드카 |
| "Stand Up" (《해리엇》 OST)                                                          | 신시아 어리보 |
| "(I'm Gonna) Love Me Again" (《로켓맨》 OST)                                         | 엘튼 존 |
| "Yesterday" (추모 공연)                                                              | 빌리 아일리시, 피니어스 오코넬 |

## 수상 특이 사항

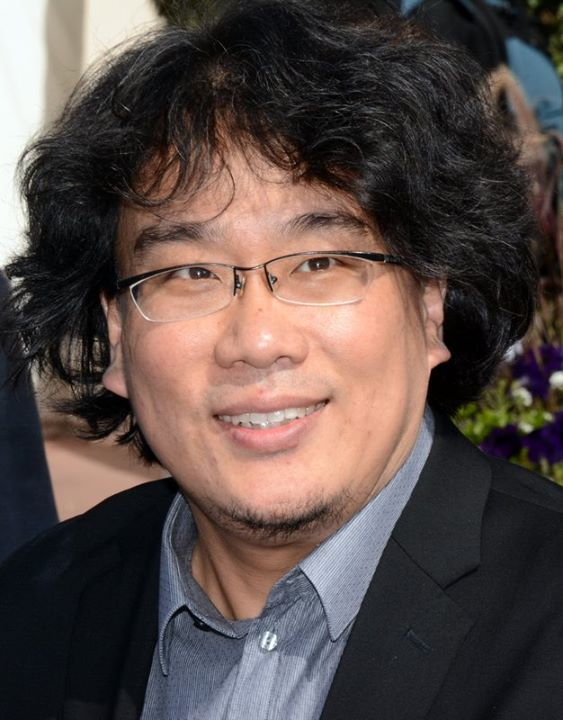
《기생충》의 봉준호 감독의 사진.

대한민국에서는 영화 《기생충》이 대한민국 영화 최초로 후보에 올라서 큰 주목을 받았다. 《기생충》은 2019년 칸 영화제에서 한국 영화 최초로 황금종려상을 받은 이래, 한국 영화로서는 이례적으로 국제적인 주목을 받으며 전 세계 영화 시상식에서 성과를 내었다. 본 시상식에서는 총 6개 부문에 후보로 올랐고, 수상 결과, 국제영화상, 각본상, 감독상, 작품상을 수상했다. 영어가 아닌 영화가 작품상을 수상한 최초의 사례이고, 황금종려상과 아카데미 작품상을 동시에 수상한 작품은 1955년작 로맨스 영화 《마티》에 이은 두 번째 사례이다. 봉준호 감독은 국제영화상을 수상하고 '이름이 바뀐 첫 번째 상을 받아서 영광이다, 오스카가 추구하는 방향에 지지를 보낸다'고 하였다. 특히 감독상 수상 때는 다른 감독상 후보였던 마틴 스코세이지, 쿠엔틴 타란티노 등에게 공로를 돌렸는데, 이는 기립박수를 이끌어냈다. 수상 후 샌드라 오, 존 조, 스티븐 연 등 한국계 영화인들과 선다 피차이 구글 CEO, 해리 해리스 주한미국대사 등이 SNS를 통해 축하 메시지를 보냈고, 대한민국 문재인 대통령 또한 봉준호 감독에게 축전을 보내며 "어려움을 함께 이겨내고 있는 국민들께 자부심과 용기를 줘 특별히 감사드린다"라고 말했다.
이외에 세월호 침몰 사고를 다룬 이승준 감독의 다큐멘터리 〈부재의 기억〉이 단편 다큐멘터리상 후보에 올랐고, 피해자인 단원고등학교 학생들의 유가족이 시상식에 참석하였다.
배우 내털리 포트먼은 감독상 후보에 오르지 못한 여성 감독들의 이름이 새겨진 드레스를 입고 시상식에 참석하였다. "놀라운 작업을 해내고도 인정받지 못한 여성들을 나만의 미묘한 방식으로 알리고 싶었다"라고 인터뷰에서 밝혔다.
가장 많은 후보작을 올린 영화 배급사는 스트리밍 플랫폼 넷플릭스로, 《아이리시맨》, 《결혼 이야기》 등의 작품으로 총 24개 부문에 후보를 올렸다. 그러나 수상 결과 장편 다큐멘터리 영화상(《아메리칸 팩토리》)과 여우조연상(《결혼 이야기》) 두 개 상만을 수상했다.

## 같이 보기
- 제77회 골든 글로브상
- 제73회 영국 아카데미 영화상